# Spreeshark
Spreeshark ist ein deutscher Horror-Comedy-Kurzfilm aus dem Jahr 2013.

## Handlung
Am 21. April 1945 erhält Major Grass in einem Berliner Bunker von Adolf Hitler persönlich den Befehl, das Geheimprojekt 819 zu starten, was jedoch durch einen Bombentreffer verhindert wird. Im Berlin der Gegenwart wird der Auslöser für Projekt 819 bei Tiefbauarbeiten unbemerkt aktiviert, woraufhin ein riesiger Roboterhai in die Spree freigelassen wird, der sich sofort erste Opfer sucht.
Am Ufer der Spree beobachtet Studentin Katharina einen Mann, der eine Wasserprobe entnimmt. Als sie ihn darauf anspricht, blockt er ab, rät ihr aber, nicht in der Spree zu baden. Sie lässt jedoch nicht locker, und so erzählt er ihr von Projekt 819. Major Grass war sein Großvater, der bei dem Bombenangriff ums Leben kam. Seinem Vater, der in Major Grass’ Tagebüchern von dem Projekt erfuhr, wollte niemand glauben, und so nahm er seither Wasserproben aus der Spree, um ein eventuelles Aktivieren des Roboterhais zu erkennen. Katherina glaubt ihm zunächst ebenfalls nicht, ändert aber ihre Meinung, als ihr Bruder Nico und dessen Freundin Maria dem Hai zum Opfer fallen. Es gelingt Grass und Katharina schließlich, den Hai zu zerstören. Auf die Frage, warum Grass sich denn darüber nicht freue, erzählt dieser, dass es eine Art Sicherungsprogramm gäbe, falls Projekt 819 zerstört werden würde: das „Projekt Haisturm“.

## Hintergrund
Die Idee zu Spreeshark hatten Sebastian Mattukat und Floris Asche, als 2013 Sharknado – Genug gesagt! erschien, der den Beginn einer für das Genre sehr erfolgreichen Filmreihe darstellte. Produziert wurde Spreeshark von Brainchild Entertainment. Die Animation des Roboterhais übernahm das Studio Friendship Berlin. Drop-Out Cinema nahm den Film im Rahmen des Kurzfilmprojekts Cinema Obscure in den Verleih auf. In einigen deutschen Kinos wurde Spreeshark im Vorprogramm von Sharknado 3 aufgeführt.
Im November 2018 strahlte Tele 5 Spreeshark im Rahmen der „Tele 5 Hai-Nachten“ zwischen Sharknado 4 und Sharknado 5 aus. Der Kurzfilm erreichte dabei mit 1,5 Prozent Marktanteil in der werberelevanten Zielgruppe eine bessere Einschaltquote als die Asylum-Produktionen.